# 奈良県道120号五條高取線
奈良県道120号五條高取線（ならけんどう120ごう ごじょうたかとりせん）は、奈良県五條市から高市郡高取町に至る一般県道である。

## 概要
五條市住川町から高市郡高取町大字薩摩に至る。
御所市内、高市郡高取町内において狭隘な箇所が存在し、五條市と高市郡高取町を短絡する道路としては不適である。

### 路線データ
- 起点：五條市住川町（住川南交差点、国道24号交点）
- 終点：高市郡高取町大字薩摩（新橋本橋東詰交差点、奈良県道35号橿原高取線交点）

## 路線状況

### 重複区間
- 国道309号（御所市大字奉膳・奉膳交差点 - 御所市大字戸毛・戸毛交差点）

## 地理

### 通過する自治体
- 奈良県
  - 五條市 - 吉野郡大淀町 - 御所市 - 高市郡高取町 - 御所市 - 高市郡高取町

### 交差する道路
| 交差する道路             | 市町村名 | 市町村名 | 交差する場所 | 交差する場所              |
| ------------------------ | -------- | -------- | ------------ | ------------------------- |
| 国道24号 国道168号 重複  | 五條市   | 五條市   | 住川町       | 住川南交差点 / 起点       |
| 国道309号 重複区間起点   | 御所市   | 御所市   | 大字奉膳     | 奉膳交差点                |
| 奈良県道215号古瀬小殿線  | 御所市   | 御所市   | 大字古瀬     | [ 注釈 1 ]                |
| 国道309号 重複区間終点   | 御所市   | 御所市   | 大字戸毛     | 戸毛交差点                |
| 奈良県道133号戸毛久米線  | 御所市   | 御所市   | 大字戸毛     |                           |
| 国道169号 / 高取バイパス | 高市郡   | 高取町   | 大字薩摩     | [ 注釈 2 ]                |
| 奈良県道35号橿原高取線   | 高市郡   | 高取町   | 大字薩摩     | 新橋本橋東詰交差点 / 終点 |

### 交差する鉄道
- 和歌山線
- 近鉄吉野線

### 沿線
- テクノパーク・なら
- 近鉄吉野線
  - 薬水駅 - 葛駅 - 市尾駅
- JR西日本和歌山線・近鉄吉野線 吉野口駅
- 宮塚古墳